# Olesya Babushkina
Aliessia Babouchkina est une gymnaste rythmique biélorusse née le 30 janvier 1989 à Gomel (RSS de Biélorussie).

## Biographie
Olesya Babushkina remporte la médaille de bronze lors du concours par équipes des Jeux olympiques d'été de 2008 à Pékin avec Anastasia Ivankova, Alina Tumilovich, Ksenia Sankovich, Glafira Martinovich et Zinaida Lunina.